# Joan Cardona Méndez
Joan Cardona Méndez (Mahón, 27 de mayo de 1998) es un deportista español que compite en vela en la clase Finn.
Participó en los Juegos Olímpicos de Tokio 2020, obteniendo una medalla de bronce en la clase Finn. Ganó una medalla de plata en el Campeonato Mundial de Finn de 2021 y una medalla de bronce en el Campeonato Europeo de Finn de 2020.

## Palmarés internacional
| \| Juegos Olímpicos \| Juegos Olímpicos \| Juegos Olímpicos \| Juegos Olímpicos \| \| Año \| Lugar \| Medalla \| Clase \| \| ------------------ \| ----------------- \| ----------------- \| ---------------- \| \| 2020 \| Tokio (Japón) \| Medalla de bronce \| Finn \| \| Campeonato Mundial \| \| \| \| \| Año \| Lugar \| Medalla \| Clase \| \| 2021 \| Oporto (Portugal) \| Medalla de plata \| Finn \| \| Campeonato Europeo \| \| \| \| \| Año \| Lugar \| Medalla \| Clase \| \| 2020 \| Gdynia (Polonia) \| Medalla de bronce \| Finn \| |                   |                   |       |
| Juegos Olímpicos |                   |                   |       |
| Año | Lugar             | Medalla           | Clase |
| 2020 | Tokio (Japón)     | Medalla de bronce | Finn  |
| Campeonato Mundial |                   |                   |       |
| Año | Lugar             | Medalla           | Clase |
| 2021 | Oporto (Portugal) | Medalla de plata  | Finn  |
| Campeonato Europeo |                   |                   |       |
| Año | Lugar             | Medalla           | Clase |
| 2020 | Gdynia (Polonia)  | Medalla de bronce | Finn  |